# ハン・クムニョン
ハン・クムニョンは、朝鮮労働党対外情報調査部所属工作員（スパイ）。通称、韓明一(ハン・ミョンイル)。1978年に起こった北朝鮮による「新潟県アベック拉致事件」の実行犯のひとり。

## 拉致犯罪
1978年（昭和53年）7月31日、ハン・クムニョンは、チェ・スンチョルやキム・ナムジンと共犯で、新潟県柏崎市で蓮池薫（当時20歳）・奥土祐木子（当時22歳）のアベックを北朝鮮に連行、拉致した。ハン・クムニョン、チェ・スンチョル、キム・ナムジンの3人は拉致事案の容疑で、逮捕状の発付を得て、国際刑事警察機構（ICPO）を通じて、国際指名手配されている。
事件は7月31日の夕刻、柏崎市立図書館で2人が待ち合わせをした後起こった。蓮池薫は帰省中の中央大学法学部の3年生で、奥土祐木子は美容指導員であった。図書館は海辺から250メートルしか離れておらず、海辺は2人がよく散歩する場所であった。
蓮池は家族に「ちょっと出かける。すぐ帰る」と言って、奥土祐木子は職場の店長に「コーヒーを一杯飲んだら帰るわ」といって出かけていた。